# 매드체스터
매드체스터(Madchester)는 얼터너티브 록 장르 중 하나로 1980년대 후반에 영국 맨체스터에서 발달되었다. 이 장르는 인디 록, 사이키델릭 록, 댄스 음악이 합쳐지면서 모습을 갖춰갔다. 1990년대 초반에 대중화되었다. 관련된 밴드로는 스톤 로지스, 해피 먼데이스, 인스파이럴 카페츠, 808 스테이트, 제임스, 샬라탄스, 어 가이 콜드 제랄드 등이 있다.

## 같이 보기
- 24시간 파티하는 사람들